# 風雪磨人
風雪磨人（ふうせつまじん）とは、日本の格言、ことわざ。

## 概要
「風雪にさらされるような過酷な環境によって、人は磨かれ、強くなる」という意味である。
北海道に駐屯する自衛隊（遠軽駐屯地、第25普通科連隊、航空自衛隊）等では訓語として使用されている。陸上自衛隊第2師団、その東の一翼を担う厳冬期の遠軽駐屯地のマイナス20度を下回る過酷な状況を、困難な状況に耐える事に例え「風雪に晒されて苦難を乗り越える事で人は磨かれて強くなる」を意味する言葉である遠軽では隊員が歴史的に厳寒の劣悪な環境下で鍛練を重ねたことから、「風雪磨人」の言葉が受け継がれている。